# Hexaprotodon
Hexaprotodon és un gènere d'hipopotàmids extints. Alguns autors consideren que l'hipopòtam nan (Choeropsis liberiensis) en realitat forma part d'aquest gènere, cosa que implicaria que en realitat no està extint.
Les espècies consensuades del gènere inclouen:
- Hexaprotodon bruneti - Hipopòtam afar (fòssil) Boisserie i White, 2004
- Hexaprotodon crusafonti (fòssil) Aguirre, 1963
- Hexaprotodon hipponensis (fòssil) (Gaudry, 1867)
- Hexaprotodon imagunculus (fòssil) (Hopwood, 1926)
- Hexaprotodon iravticus (fòssil) Falconer i Cautley, 1847
- Hexaprotodon karumensis (fòssil) Coryndon, 1977
- Hexaprotodon mingoz (fòssil) Boisserie et al., 2003
- Hexaprotodon namadicus - Hipopòtam indi petit (fòssil) Falconer i Cautley, 1847 - possiblement el mateix que H. palaeindicus
- Hexaprotodon palaeindicus - Hipopòtam indi (fòssil) Falconer i Cautley, 1847
- Hexaprotodon pantanellii (fòssil) (Joleaud, 1920)
- Hexaprotodon primaevus (fòssil) Crusafont et al., 1964
- Hexaprotodon protamphibius (fòssil) (Arambourg, 1944)
- Hexaprotodon siculus (fòssil) (Hooijer, 1946)
- Hexaprotodon sivalensis - Hipopòtam de Sivalik (fòssil) Falconer i Cautley, 1836
- Hexaprotodon sp. - Hipopòtam de Myanmar (fòssil)

i algunes espècies del Plistocè d'Indonèsia.
El nom Hexaprotodon significa "sis dents del davant", car algunes de les formes fòssils tenien sis parells d'incisives.